# Koshigaya Alphas
Los Koshigaya Alphas (en japonés 越谷アルファーズ) es un equipo de baloncesto japonés con sede en la ciudad de Koshigaya, en la prefectura de Saitama, que compite en la B.League, la máxima competición de su país. Disputa sus partidos en el Koshigaya Municipal General Gymnasium, con capacidad para 4.472 espectadores.

## Historia
El club fue fundado el 11 de enero de 1997. El club comenzó en la sexta división de la Liga Corporativa de Kanto y comenzó a fortalecerse seriamente en 2000 después de ascender a la quinta división, y finalmente ascendió a la tercera división. En 2012 el equipo fue admitido en la segunda división de la JBL, donde compitió hasta 2016, cuando con la creación de la B.League fue incorporado a su tercera división. En la temporada 2018-19 ascendió a la B2 League, categoría en la que permanceió hasta la temporada 2023-24, en la que llegaron a las finales, asegurándose el ascenso a la B1 League aunque acabaron perdiendo ante los Shiga Lakes.

## Nombre y mascota
El nombre "Alphas" proviene del hecho de que "Alpha" se usa a menudo en los nombres de los productos y empresas afiliadas de Otsuka Shokai, propietaria del equipo. La mascota se denomina "Hombre Alpha", se creó en 2019, y se dice que es un exjugador extrella de la "SBA" (Spacial Basketball Association) que mide 1,70 y juega en la posición de "super base".